# Екстон (Пенсилванија)
Екстон (енгл. Exton) насељено је место без административног статуса у америчкој савезној држави Пенсилванија.

## Демографија
По попису из 2010. године број становника је 4.842, што је 575 (13,5%) становника више него 2000. године.
| Група             | 2000.         | 2010.         |
| Белци             | 3.705 (86,8%) | 3.602 (74,4%) |
| Афроамериканци    | 173 (4,1%)    | 199 (4,1%)    |
| Азијати           | 258 (6,0%)    | 849 (17,5%)   |
| Хиспаноамериканци | 80 (1,9%)     | 90 (1,9%)     |
| Укупно            | 4.267         | 4.842         |